# Wilhelm Oswald Lohse
Wilhelm Oswald Lohse (født 13. februar 1845 i Leipzig, død 14. maj 1915 i Potsdam) var en tysk astrofysiker.
Lohse studerede 1862—65 kemi i Leipzig, var 1870—74 assistent hos Hermann Carl Vogel i Bothkamp, blev derpå assistent og 1882 observator ved det astro-fysikalske observatorium i Potsdam. Af hans arbejder kan nævnes hans studier over den fysiske beskaffenhed af planeterne Mars og Jupiter (1878, 1882, 1891, 1896, 1911), Solen (fotografering af solprotuberanser), solflekter (1883) og hans undersøgelser over funkespektra af nogle metaller (1902). Ved siden heraf målte han dobbeltstjerner (1908). Lohse konstruerede Potsdams heliograf og beskrev det (1889). Han udgav Tafeln für numerisches Rechnen mit Maschinerne (1909). 1907—09 var Lohse konstitueret som direktør for observatoriet i Potsdam.